# Amy-Winehouse-Denkmal

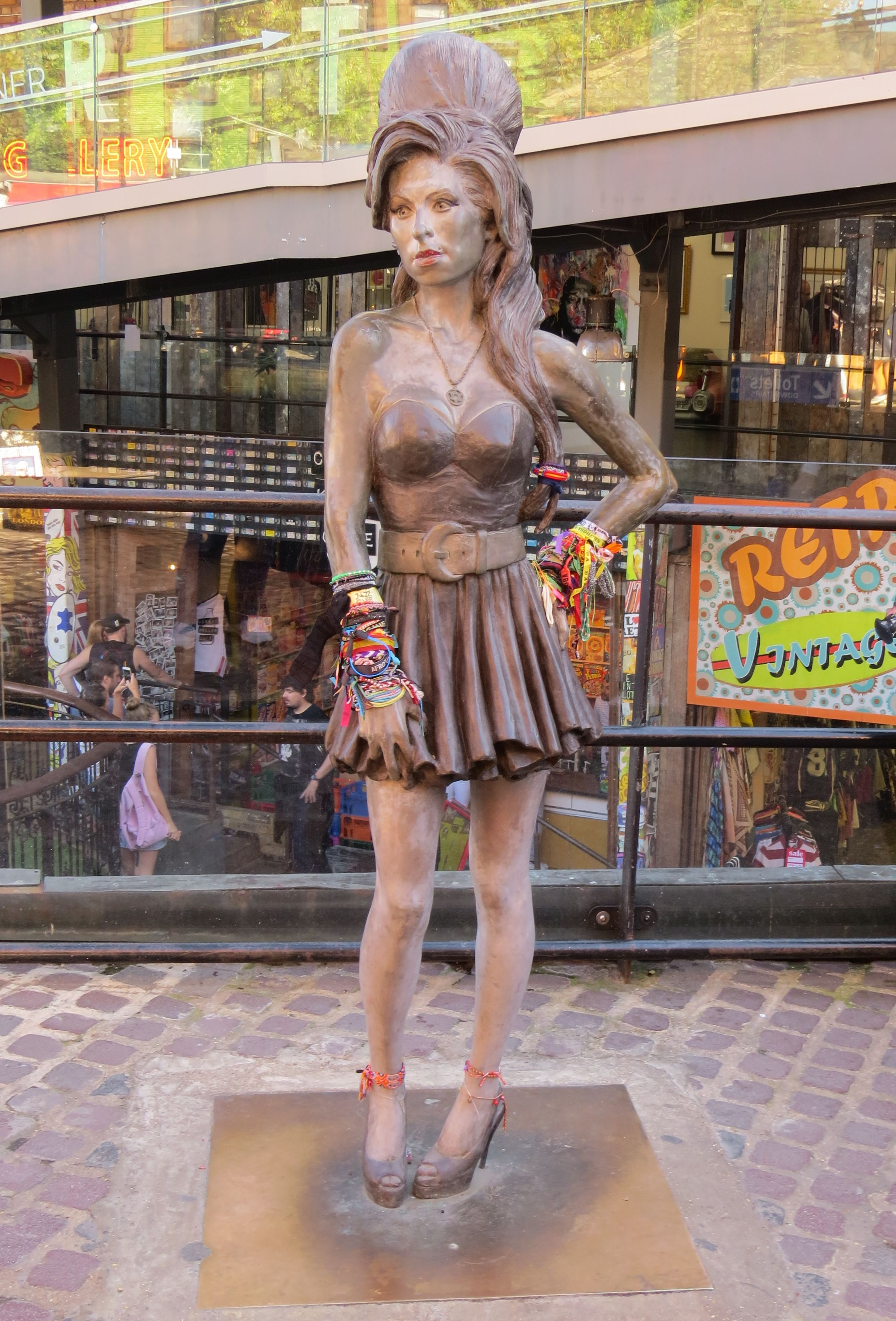
Amy-Winehouse-Denkmal 2016

Das Amy-Winehouse-Denkmal in Gestalt einer lebensgroßen Bronzestatue befindet sich am Stables Market in Camden Town im Norden Londons, der Hauptstadt des Vereinigten Königreichs. Die von Scott Eaton geschaffene Skulptur wurde 2014, drei Jahre nach dem Tod der britischen Sängerin, enthüllt.

## Beschreibung und Geschichte
Amy Winehouse (1983–2011) war eine britische Sängerin und Songschreiberin, die bis zu ihrem Tod im Jahr 2011 eng mit Camden Town verbunden war. Winehouse starb am 23. Juli 2011 in ihrem nahegelegenen Haus am Camden Square an einer Alkoholvergiftung. Die 1,75 Meter hohe Statue zeigt Winehouse mit der Hand auf der Hüfte, in High Heels und mit ihrer charakteristischen Beehive-Frisur. Die Statue der Sängerin trägt außerdem eine Halskette mit einem Davidstern und hatte am Tag der Enthüllung eine echte rote Rose im Haar. Das anthrazitfarbene Werk wurde vom Bildhauer Scott Eaton geschaffen, der sagte, er wollte mit der Gestaltung Winehouses „Haltung und Stärke ausdrücken, aber auch subtile Hinweise auf Unsicherheit geben“.
Eaton hatte den Auftrag erhalten, nachdem er seine Ideen Winehouses Vater vorgestellt hatte. Die Skulptur sollte kein bestimmtes Bild oder Outfit widerspiegeln, sondern eine Verschmelzung ihrer Erscheinungen einfangen. Der Bildhauer lenkte die Aufmerksamkeit auf die Position ihrer Arme, wobei eine Hand auf ihrer Hüfte ruhte und die andere den Saum ihres Rocks hielt. Kleine Details wie diese und die Art, wie der Fuß der Figur nach innen gedreht ist, sollten der Statue „Persönlichkeit“ verleihen.
Ursprünglich war ein Standort im Konzerthaus The Roundhouse im nahegelegenen Chalk Farm vorgesehen, aber wegen der besseren Zugänglichkeit für die Öffentlichkeit wurde das Werk stattdessen auf dem Stables Market errichtet. Der Stables Market ist Teil des Camden Markets. Die Statue wurde am 14. September 2014, dem 31. Geburtstag der Sängerin, von Winehouses Freundin, der Schauspielerin Barbara Windsor, im Beisein von Winehouses Eltern, Mitch und Janis Winehouse, enthüllt.

### Jüngste Geschehnisse
Die Statue stand im Februar 2024 im Mittelpunkt eines mutmaßlichen antisemitischen Vorfalls, bei dem als Reaktion auf die israelische Bodeninvasion im Gazastreifen 2023 ein pro-palästinensischer Aufkleber über die Davidstern-Halskette der Sängerin geklebt wurde. Der britische Minister Stephen Barclay bezeichnete den Vorfall als „zutiefst besorgniserregend“.

## Rezeption
Die Kritiken zur Skulptur waren positiv, obwohl ein Kommentator anmerkte, dass sie „offenbar nach ihrem Ebenbild gestaltet“ sei. Der Bezirksrat vom London Borough of Camden hatte ausnahmsweise die Aufstellung eines Denkmals für eine Person genehmigt, die noch nicht mindestens zwanzig Jahre tot war. Mitch Winehouse sagte, dass „Amy in Camden verliebt war und es der Ort ist, mit dem ihre Fans aus aller Welt sie verbinden“. Mitch Winehouse sagte auch, dass der Anblick der Statue „unglaublich emotional“ sei und dass es „so sei, als würde sie in einem wunderschönen Moment in der Zeit angehalten … Wir hoffen wirklich, dass Amys Fans die Statue lieben.“
Winehouses Mutter Janis sagte: „Ich bin zufrieden mit dem Denkmal, denn man kann sehen, dass es Amy ist … Camden ist Amys Ort, dort gehört sie hin.“ Windsor sagte: „Ich habe im Laufe meiner Karriere viele Ehrungen erhalten, aber dies ist die größte Ehre … Ich war einer der glücklichen Menschen, die Amy in den letzten Jahren ihres viel zu kurzen Lebens kennenlernen durften. Sie war nicht nur eines der größten Talente, die dieses Land je hervorgebracht hat, sie war auch eine herzliche, liebenswerte, freundliche und lustige Frau … Amy liebte Camden leidenschaftlich und Camden liebte sie, also ist es nur richtig, dass ihre Präsenz hier erhalten bleibt.“